# 지조있는 밤
《지조있는 밤》은 대한민국의 방송국 국방FM에서 평일 밤 8시부터 9시 55분까지 방송하는 라디오 음악 전문 프로그램이다.

## 역사
2019년 11월 4일에 신설했다.

## 코너

### 매일 코너
- 꼬꼬삼 - 월요일
- 군비어 천가 - 화요일
- 군에서 온 편지 - 수,목요일
- 릴레이 신청곡, 야자타임, 청취자 게릴라데이트 - 금요일
- 오프닝 퀴즈
- Sweet Sport
- 클리닝 타임
- 오늘의 1열 청취자, 이주의 문자왕

### 요일별 코너
- 월요일 - 슬기로운 군대생활 시즌3W. BJ기미티
- 화요일 - 내일은 트로트세상 W. 마아성
- 수요일 - 엠타이슨의 뮤직펀치 W. 엠타이슨
- 목요일 - 오늘은 왠지
- 금요일 - 상미의 연애학개론

## 진행
- 지조